# British Empire Trophy 1947
British Empire Trophy 1947 je bila enaindvajseta dirka za Veliko nagrado v sezoni Velikih nagrad 1947. Odvijala se je 21. avgusta 1947 v mestu Douglas na otoku Man.

## Rezultati

### Dirka
| Poz | Št | Dirkač                               | Moštvo     | Dirkalnik         | Krogi | Čas/Odstop   |
| --- | -- | ------------------------------------ | ---------- | ----------------- | ----- | ------------ |
| 1   | 22 | Bob Gerard                           | Privatnik  | ERA B             | 40    | 2:16:52.0    |
| 2   | 32 | Peter Whitehead                      | Privatnik  | ERA B             | 40    | + 1:43.0     |
| 3   | 36 | Bob Ansell                           | Privatnik  | Maserati 4CL      | 39    | +1 krog      |
| 4   | 20 | Leslie Brooke                        | Privatnik  | ERA E             | 38    | +2 kroga     |
| 5   | 34 | Princ Bira                           | Privatnik  | Maserati 4CL      | 38    | +2 kroga     |
| 6   | 16 | Brian Shawe-Taylor George Bainbridge | Privatnik  | ERA B             | 38    | +2 kroga     |
| 7   | 12 | Barry Woodall                        | Privatnik  | Delage 15S8       | 36    | +4 krogi     |
| 8   | 46 | Sheila Darbishire                    | Privatnica | Riley 9           | 32    | +8 krogov    |
| 9   | 24 | Cuth Harrison                        | Privatnik  | ERA B             | 25    | +15 krogov   |
| Ods | 48 | Tony Rolt                            | Privatnik  | Alfa Romeo Tipo B | 24    | Pritisk olja |
| Ods | 14 | George Abecassis                     | Privatnik  | ERA A             | 21    | Trčenje      |
| Ods | 10 | David Hampshire                      | Privatnik  | Delage Challenger | 21    | Motor        |
| Ods | 2  | Geoffrey Crossley                    | Privatnik  | Alta F2           | 18    | Bat          |
| Ods | 38 | Guy Jason-Henry                      | Privatnik  | Maserati 6C       | 8     | Brez goriva  |
| Ods | 50 | Leslie Johnson                       | Privatnik  | Talbot-Lago T150C | 0     | Ogenj        |